# Bat-Sheva Dagan
Bat-Sheva Dagan (Łódź, 8 de setembro de 1925 – Bat Yam, 25 de janeiro de 2024) foi uma polaca-israelense sobrevivente do Holocausto, educadora, autora e palestrante. Ela foi encarcerada em um gueto em Radom com seus pais e duas irmãs em 1940. Depois que seus pais e uma irmã foram deportados e assassinados em Treblinka, em agosto de 1942, ela fugiu para a Alemanha, mas foi descoberta, presa, e deportada para Auschwitz em maio de 1943. Depois de passar 20 meses em Auschwitz, ela sobreviveu a duas marchas da morte e foi libertada pelas tropas britânicas em maio de 1945. Ela foi a única sobrevivente de sua família. Ela e o marido se estabeleceram em Israel, onde lecionou no jardim de infância e mais tarde obteve diplomas em aconselhamento educacional e psicologia. Ela continuou a escrever livros, poemas e canções para crianças e jovens sobre temas do Holocausto e desenvolveu métodos psicológicos e pedagógicos para ensinar o Holocausto às crianças. Ela é considerada uma pioneira na educação infantil sobre o Holocausto.

## Biografia
Izabella (Batszewa) Rubinsztajn nasceu em Łódź, Polônia, filha de Szlomo-Fiszel Rubinsztajn, proprietário de uma oficina têxtil, e sua esposa Fajga, costureira. Ela era a oitava de nove irmãos - cinco meninos e quatro meninas - e foi criada em uma casa sionista tradicional. Ela frequentou uma escola polonesa e era uma estudante do ensino médio quando a Segunda Guerra Mundial estourou.
Um de seus irmãos emigrou para a Palestina antes da guerra. O início das hostilidades fez com que seus outros irmãos e uma irmã fugissem para a União Soviética, enquanto o restante da família se mudava para a cidade de Radom. Em 1940 dois guetos foram montados na cidade (Radom Ghetto) e ela e sua família foram mantidas no "grande gueto".

## Segunda Guerra Mundial
No gueto, Batszewa tornou-se membro do grupo clandestino de jovens judeus Hashomer Hatzair. Seu conselheiro chefe, Shmuel Breslaw, a enviou com papéis arianos ao Gueto de Varsóvia para obter uma cópia do jornal underground do movimento Pod Prąd (Contra a Corrente) de Mordechaj Anielewicz e trazê-la de volta para Radom.
Durante a liquidação do "grande gueto" em agosto de 1942, os pais de Batszewa e a irmã mais velha foram deportados e assassinados no campo de extermínio de Treblinka. Ela e sua irmã mais nova, Sabina, foram enviadas para o "pequeno gueto" em Radom. As irmãs decidiram tentar escapar separadamente, mas Sabina foi baleada e morta em sua tentativa. Batszewa escapou e chegou a Schwerin, Alemanha, onde usou documentos falsos para conseguir um emprego como empregada doméstica em uma casa nazista. Depois de alguns meses, ela foi descoberta, presa e encarcerada. Em maio de 1943, ela foi deportada para o campo de concentração de Auschwitz e tatuada com o número 45 554 No campo, ela se encontrou com sua prima, que trabalhava como enfermeira na enfermaria da prisão e encontrou um emprego para ela lá. Batszewa mais tarde trabalhou no comando "Canadá", separando os pertences das vítimas do campo Ela e os outros sete membros femininos de seu comando colaboravam em um jornal secreto, que gravavam em tiras de papel e liam uns para os outros nos dias de folga.
Quando o Exército Vermelho se aproximou de Auschwitz em janeiro de 1945, ela foi evacuada em uma marcha da morte para os campos de concentração de Ravensbrück e Malchow. Ela sobreviveu a outra marcha da morte para Lübz, onde foi libertada pelas tropas britânicas em 2 de maio de 1945. Ela foi a única de seus irmãos a sobreviver à guerra.

## Obras
Os poemas que aprendi em Auschwitz me motivaram a escrever livros infantis sobre o Holocausto. E escrevi com a ideia de que os livros infantis precisam de um final feliz, porque não queria roubar as crianças de sua fé na humanidade.

–Bat-Sheva Dagan, testemunho oral
As obras literárias de Dagan incluem cinco livros sobre temas do Holocausto para crianças e adultos, alguns dos quais foram traduzidos para outras línguas, poemas e canções. Seus dois primeiros livros, publicados em 1991 e 1992, foram Co wydarzyło się w czasie Zagłady. Opowieść rymowana dla dzieci, które chcą wiedzieć (O que aconteceu durante o Holocausto: conto rimado para crianças que querem saber), e Czika, piesek w getcie (Czika, o cão no gueto). Em 2010, o Memorial e Museu de Auschwitz-Birkenau republicou Czika, piesek w getcie e Gdyby gwiazdy mogły mówić (Se as estrelas pudessem falar) juntamente com planos de aula para discussão em sala de aula.  Dagan disse em uma entrevista que, ao escrever sobre o Holocausto para crianças, "Eu escrevo para preservar a saúde mental da criança. As histórias têm um final feliz para não lhes roubar a fé na humanidade".
Em 2010, o Memorial e Museu de Auschwitz-Birkenau publicou uma coleção em polonês de poemas de Dagan sob o título Błogosławiona bądź wyobraźnio – przeklęta bądź. Wspomnienia 'Stamtąd' (Imaginação: Abençoado ser, Amaldiçoado ser: Reminiscências de lá). Dagan escreveu esses poemas após a guerra para descrever suas experiências como uma prisioneira adolescente em Auschwitz; ela também inclui obras escritas por outros prisioneiros durante seu tempo em Birkenau, que ela havia memorizado. A coleção foi publicada pela primeira vez em hebraico em 1997 e também foi traduzida para o inglês. Dagan também escreveu canções infantis sobre temas do Holocausto.